# Sentier de grande randonnée de pays Tour du Beaufortain
Le sentier de grande randonnée de pays Tour du Beaufortain ou GRP Tour du Beaufortain est un itinéraire de randonnée de pays situé en France, dans les Alpes, dans le massif du Beaufortain.

## Tracé
Son tracé est commun ou croise celui d'autres itinéraires de randonnée comme celui du GR 5, du GR E2, du Tour du Mont-Blanc, du GRP Tour du Pays du Mont-Blanc et Transbeaufortaine.
Formant une boucle de 140 km, son tracé passe, en le faisant débuter à Queige, sur le pont franchissant le Doron de Beaufort, à l'altitude la plus basse du parcours avec 540 mètres. Dans le sens horaire, il entame l'ascension du Signal de Bisanne en restant sous le sommet, en balcon au-dessus des gorges de l'Arly. Arrivé au Lachat au-dessus de Crest-Voland, il gagne les crêtes au-dessus du val d'Arly via le Chard du Beurre, le mont Clocher, le col de Véry, le col du Joly, le col de la Fenêtre et le col du Bonhomme en haut du val Montjoie. Redescendant en direction des Chapieux, il gagne le col du Grand Fond — l'altitude la plus élevée de l'itinéraire avec 2 671 mètres — via la combe de la Neuva, bascule côté Beaufortain par le col du Bresson et franchit le col du Coin pour gagner le Cormet d'Arêches. Après une descente sur le lac de Saint-Guérin, il passe sur l'ubac du Grand Mont, contourne la pointe de la Grande Journée par le col de la Bâthie et passe sur l'adret du mont Mirantin avant de redescendre sur Queige sous la roche Pourrie.
De nombreuses variantes existent : entre Queige et le col de la Legette sous le signal de Bisanne et le col des Saisies ou entre le lac de Saint-Guérin et la roche Pourrie par Arêches-Beaufort ou le Planay via le mont Mirantin ; les sentiers empruntés par les autres GR et qui suivent les mêmes directions peuvent également être utilisés en variantes, notamment dans le secteur du val Montjoie et autour de l'aiguille du Grand Fond. Des itinéraires d'accès au sentier existent au départ de Nâves et de Granier.

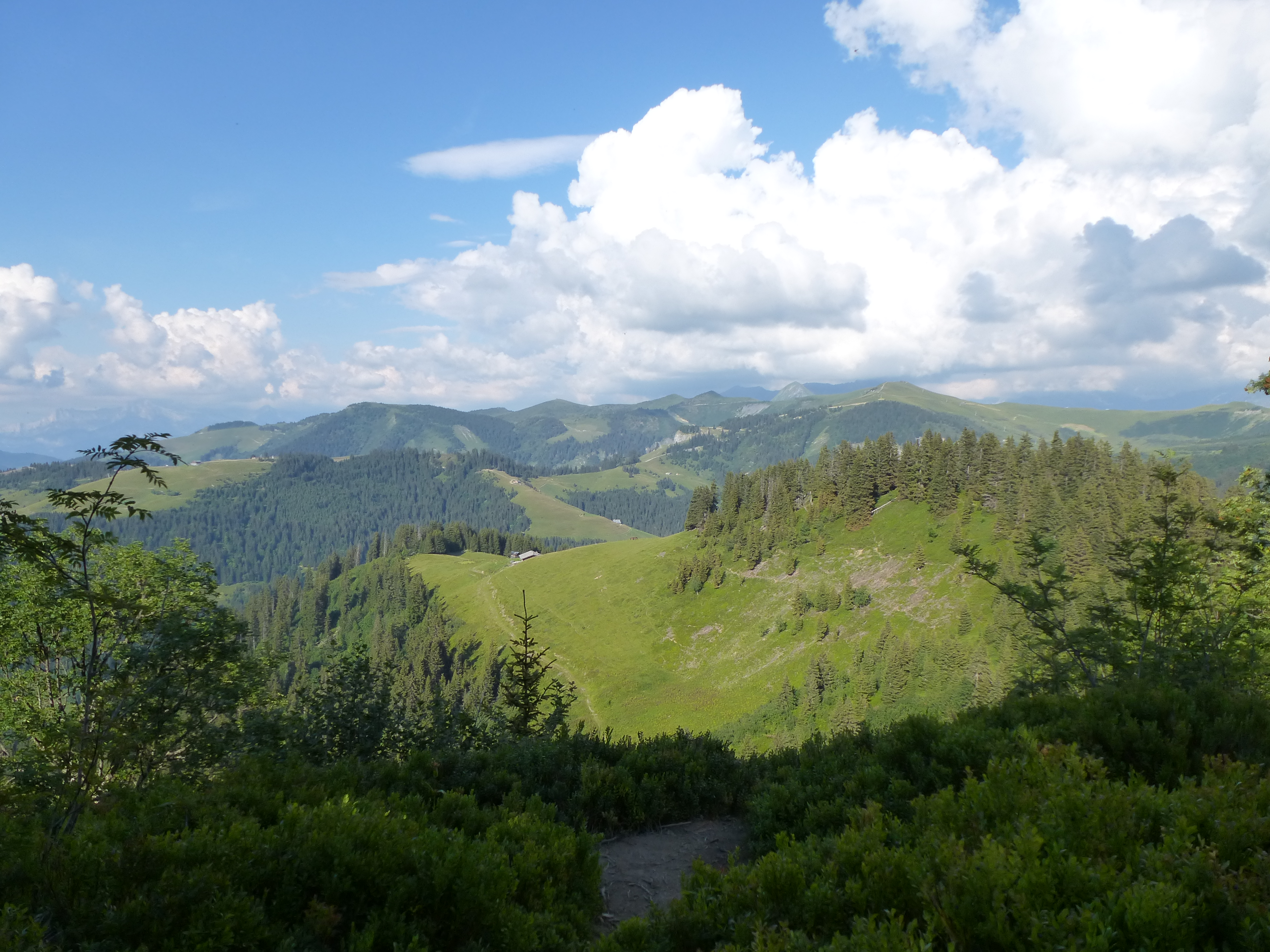
Vue depuis le GRP au Chard du Beurre des crêtes du massif du Beaufortain parcourues par le sentier.